# 松岡氏 (北勢四十八家)
松岡氏（まつおかし）は、中世期の室町・戦国時代の伊勢国の豪族で、北勢四十八家の1つ。北勢地方（現在の三重県桑名市・員弁郡）の上井城主・金井城主・城井戸城主。織田信長の北伊勢侵攻で城主、松岡彦之進家勝は自害し、武士としての松岡氏は滅亡したが、彦之進の長男彦兵衛やその弟たちが帰農したことで松岡氏は存続した。毛糸紡績や高級品質の竹成米を開発した農業偉人家系で鉄道の内部八王子線の創設者家系である。北勢四十八家の松岡氏は別名では金井氏と呼ばれていて、この項では三重県内全体の三重松岡家と金井城の歴史についても記述する。

## 分布・松岡家の苗字人口
- 松岡姓は高知県と熊本県で多い苗字である。松岡は日本全国の苗字ランキングで68位から200位くらいの順位で多い苗字でも少ない苗字でもない普通の苗字である。三重県では三重県南部や津市・伊賀などで松岡姓が少ないが三重県北部では多い苗字である。熱田神宮家系の松岡真人の子孫や源氏及び中臣鎌足が天智天皇より賜ったことに始まる氏（藤原氏）と桓武平氏の畠山氏の一族などの家系学説があるが、三重松岡家は熊本県菊池氏の一族説が有力である。

- 明治初期に竹成五百羅漢を本尊守り仏とする三重松岡一族300人程度の人口が子沢山多産の農民家系であり、昭和戦後期に三重松岡家の人口が急増した。1990年代に三重松岡家の苗字人口が3000人程度となった。朝鮮人及び中国人など外国人の帰化及び創価学会員との結婚急増を背景とする女系養子家系の松岡家の急増で令和初期には4000人程度に松岡家の苗字人口が増加している。妻の苗字である松岡を名乗る松岡家婿養子の男性が多い事情の女系婿養子の松岡家が多いことから日本全国の松岡家が13万人から令和初期に松岡家人口が14万人に増加している。

## ルーツ
- 大分県中部の大分市に松岡という地名がある。著名な武家である戸次氏の庶流に松岡家があり戸次松岡とも称した武家の一族が大友氏の重臣をつとめた。
- 三重県北部の北勢地方に多数松岡姓が分布する。[2][3]
- 越前国丹生郡の松岡村（現在の福井県吉田郡松岡町（平成の大合併で永平寺町となった））をルーツとしている。農家の家系と武士の家系が存在して、竹成米の品種改良で有名となった吉原家から三重郡菰野町の松岡氏に養子に来た松岡直右衛門のような農家の松岡氏と、桑名藩の武士の子孫の松岡氏がある。[4][5]

## 北勢四十八家
- 北勢四十八家の領主の松岡氏は越前国から春日部氏の家臣として、鎌倉時代から室町時代に伊勢国の朝明郡・員弁郡・桑名郡にやってきた一族である。松岡氏は員弁郡の上井城主・桑名市の東金井字・西谷の金井城主・員弁郡の城井戸城主の家柄であり、織田信長の伊勢侵攻で滅ぼされた豪族である。
- 桑名市・員弁郡・いなべ市が勢力圏であった戦国時代の松岡氏は員弁郡の上井城主であり、当主は松岡彦之進であった。
- 上井城主の他に城の交換や移動があった。上井城以外の支城があり、天文年間（1532年 - 1555年）に、松岡彦之進家勝が築城した桑名市金井にあった金井城の城主だったのが松岡氏であり、松岡氏は萱生城の城主だった北勢四十八家の1つの春日部氏の家臣であった。
- 1567年（永禄10年）に織田信長勢の北伊勢侵攻で、北勢四十八家の松岡氏は信長の家臣の滝川一益によって滅ぼされた。
- 江戸時代は、桑名藩の武士身分となった家柄であった[6]。[7]

## 金井城
- 桑部村東金井西谷の山上にあり、地目は山林である。土塁の金井城の跡地がある。永禄時代の城郭で天文年間（1532年 - 1555年）に越前国丹生郡松岡の城主の松岡太郎左衛門家政の二男で朝明郡萱生城の配下だった松岡彦之進（金井氏と襲名）家勝が築城した。小山城主の高井氏、猪飼城主の小串氏、溝野城主の草薙氏と共に朝明郡の萱生城主だった春日部氏の春日部越前守の与力と従騎であった。
- 桑名の古文書によると永禄10年9月(1567年10月)に織田信長の家臣の滝川一益の攻撃で落城して、松岡彦之進家勝は桑部村の西の天白山で自刃した。自刃したのち彦之進の遺児たちは東金井や桑部地域に逃げ延び、松岡家自体は残った。東金井では長男彦兵衛、その子正彦と今でも松岡彦之進家は残っている。東金井城跡には本丸・二之丸・三之丸等と思われる壇が見られて、土塁も部分的に残存している。城跡には討死した人を集めた塚がある。[8]遺址には松岡彦之進家勝の墓があった。場所は三重県桑名市の東金井の西谷から東谷の桑部地域である。金井城は、員弁川が伊勢湾の手前の約5km下流で大きく南へ曲折している南側に山魂の北端にあった。桑部城と同じ丘陵を東側へ600mの地点で、東金井の集落の南西の裏山である。遺構はたくさんあり、曲輪・土塁・空堀・塚である。天文年間に築城。現在の状態は山林。平山城で標高46.2m。[9]

## 桑名藩士
松岡一族は桑名藩の藩士となった。戊辰戦争で活躍した松岡孫三郎は、桑名藩の会計方伴外御水近奉行報係で石高は12石で3人扶持であった。松平定敬の側に仕えていた松岡孫三郎は、主命により外国船に乗って密かに横浜へ行き、そこからさらに桑名藩領から蝦夷地へと向かうなどの活躍をした。

## 竹成村の松岡家
竹成村の竹成五百羅漢は江戸時代の地域の苗字松岡家の守護仏像である。松岡家の守護仏像として信仰される竹成地域の仏教彫刻である。嘉永年間に竹成村出身の神端和尚が慶應二年までの数年の年月をかけて竹成五百羅漢の多数の仏像を建設した地域である。朝明川右岸の台地上に集落と耕作地がある水不足が頻繁に発生する地域が竹成地域である。
松岡直右衛門の母の名前は寿恵で長男で後継者の初代松岡直吉は明治24年に24歳の若さで死去したとされている。次男は栄三郎で長女は葉興で次女は興野で大正3年に死去した。孫の2代目松岡直吉の代には松岡家は没落していた。住所の町名別では三重県で一番松岡姓が多い地域が三重郡菰野町の竹成地域である。

## 浄土真宗門徒の菊池松岡家
熊本県菊池村の菊池一族松岡家の浄土真宗の門徒たちが戦国時代の混乱期から江戸時代に四日市に移住したとされる。江戸時代に浄蓮寺の菊池住職が田中一族及び3つの家系の一族の浄土真宗の信者と共に四日市周辺地域に移住したとされる。安土桃山時代に浄土真宗本願寺派松岡菊池氏3家であったが、幕末の福崎松岡家が13家になり、昭和戦後期に72家に急増した。1990年代の平成初期に浄土真宗門徒の菊池松岡家が84家になる。日永家系や竹成家系や桑名家系以外の浄土真宗の家系は熊本県菊池村の菊池住職由来の菊池松岡家とされる。

## 実業家
三重県では松岡の名称が付く企業が多くて建設業界(松岡建設株式会社と関連企業の名阪商事)や建設機械・重機レンタル業(マツオカ建機と関連企業のプライド物流）などの中小企業経営者が多い。三重郡川越町の南福崎地区には、昭和25年に創業された松岡毛糸紡績株式会社があった。クラボウと関係が深い企業で2005年頃までハローワークに女子工員の求人を出していた。羊毛合成繊維を原料として毛糸の製造と毛織物の一貫生産をしていた。2000年代に企業活動を休止して紡績工場の跡地は住宅団地として不動産売却された。

## 政治家
- 三重松岡家は日永村政及び桑名市政と一志郡及び川越村の建設農業関係の農政に関与した。明治34年から明治39年までの明治時代に幕末の桑名藩士で三重県一志郡長だった[14]松岡利弼が士族特権で桑名市になる前の桑名町の名誉職である町長を務めた。[15]
- 戦前の昭和10年代に建設会社を創業した松岡周太郎が1950年代（昭和26年から昭和34年）に川越村の村会議員（松岡家川越町議会の地盤の後継候補者は令和初期の公明党議員と昭和50年当選の農業組合出身の松岡一雄議員である）として建設行政を担当して三重県の公共事業の経営者として活躍した。[16][17]
- 三重郡日永村の松岡忠四郎と松岡栄太郎親子は三重鉄道や河曲銀行の経営に関わり、明治時代から昭和戦前期の三重県議会議員及び日永村政を担当して東洋モスリン工場を誘致した。[18]

## 陶芸家
- 桑名市安永の松岡家に桑名万古焼の最後の陶芸家だった松岡鉄次郎がいる。松岡鉄次郎は文久元年（1861年）に松岡甚兵衛の長男として誕生した『安永万古』の継承者である。万古焼の久米式陶芸方法の製作者である。朝日村縄生の内田清十郎から陶芸修行して1925年（大正14年）に65歳で死去した。[19][20]

## 俳人
- 大正9年生まれの三重県警察の上野警察署長（昭和50年まで伊賀警察署長の警察官上級職。令和初期に100歳の三重県警察の長老であった。本名は松岡忠夫）で竹永村の産業組合出身の俳人の松岡悠風がいる。三重県俳句協会を設立して平成時代に俳句協会の会長となり俳句集の『郁子』『春の月』などの作品で積極的に俳句活動をする。[21]